# Bumetanid
Bumetanid (łac. bumetanidum) – wielofunkcyjny organiczny związek chemiczny z grupy benzenosulfonamidów, lek moczopędny z grupy diuretyków pętlowych, stosowany w leczeniu nadciśnienia tętniczego, obrzęku płuc oraz obrzęków w przebiegu innych schorzeń, blokujący symporter sodowo-potasowo-chlorowy w grubym ramieniu wstępującym pętli Henlego.

## Mechanizm działania
Bumetanid jest diuretykiem pętlowym, który hamuje działanie symportera sodowo-potasowo-chlorowego w grubym ramieniu wstępującym pętli Henlego oraz zwiększa przepływ nerkowy w nieznanym mechanizmie, który może być zależny od prostaglandyn. Działanie bumetanidu po podaniu doustnym rozpoczyna się w ciągu 30 minut, utrzymuje się przez 4–6 godzin, a maksymalny efekt następuje po 1–2 godzinach, natomiast po podaniu dożylnym rozpoczyna się w ciągu 2–3 minut, utrzymuje się przez 2 godziny, a maksymalny efekt następuje po 30–45 minutach.

## Zastosowanie
- nadciśnienie tętnicze[4]
- obrzęk płuc[4]
- obrzęki w przebiegu niewydolności nerek[4]
- obrzęki w przebiegu niewydolności serca[4]
- zespół nerczycowy[4]
- marskość wątroby[4]

W 2016 roku żaden produkt leczniczy zawierający bumetanid nie był dopuszczony do obrotu w Polsce.

## Działania niepożądane
Bumetanid może powodować następujące działania niepożądane, występujące z częstotliwością >0,5%:
- kurcze
- hipotensja
- ból głowy
- nudności
- encefalopatia wątrobowa u pacjentów ze współistniejącą chorobą wątroby